# Фемі Опабунмі
Фемі Опабунмі (англ. Femi Opabunmi, нар. 3 березня 1985) — нігерійський футболіст, що грав на позиції півзахисника.
Виступав, зокрема, за клуби «Грассгоппер» та «Ніор», а також національну збірну Нігерії.

## Клубна кар'єра
У дорослому футболі дебютував 2001 року на батьківщині виступами за команду клубу «Шутінг Старз». Того ж року перебрався до Швейцарії, уклавши контракт з клубом «Грассгоппер». Два сезони провів у другій команді клубу, а з 2003 року став гравцем основної команди клубу, хоча виходив на поле у її складі досить нерегулярно. 
Протягом 2004 року грав в Ізраїлі, де захищав кольори команди клубу «Хапоель» (Беер-Шева).
З 2005 року один сезон захищав кольори команди французького клубу «Ніор», в якому гравцем основного складу теж не став.
Був змушений через проблеми із зором завершити професійну ігрову кар'єру у 21 рік. Останнім клубом гравця 2006 року був «Шутінг Старз», у складі якого він і починав свої професійні виступи.

## Виступи за збірну
2002 року дебютував в офіційних матчах у складі національної збірної Нігерії. Протягом кар'єри у національній команді, яка тривала усього 2 роки, провів у формі головної команди країни 6 матчів, забивши 1 гол.
У складі збірної був учасником чемпіонату світу 2002 року в Японії і Південній Кореї. На цьому турнірі взяв участь в останній грі групового етапу проти збірної Англії, ставши одним з наймолодших учасників фінальних частин чемпіонатів світу — у день гри йому виповнилося 17 років і 101 день.

## Титули і досягнення
- Чемпіон Африки (U-17): 2001